# 포레스트고산밭쥐
포레스트고산밭쥐(Neodon forresti)는 비단털쥐과에 속하는 설치류의 일종이다. 중국 윈난성 북서부 지역에서 발견된다. 1923년 힌튼(Hinton)의 초기 연구에서는 형태학적으로 아이린고산밭쥐와 가까운 것으로 것으로 기재했지만, 아이린고산밭쥐보다 몸이 크고 몸의 털이 더 짙다.